# Národní park Gorongosa
Národní park Gorongosa (portugalsky Parque Nacional da Gorongosa) je chráněné území o rozloze 4067 km² ve středním Mosambiku, nacházející se nedaleko okresního města Gorongosa v provincii Sofala.

## Historie
V roce 1920 zde zřídila Mosambická společnost chráněné loviště pro své zaměstnance. V roce 1940 rezervace přešla pod správu portugalského státu a v roce 1960 zde byl zřízen první národní park na mosambickém území. Koncem šedesátých let provedl jihoafrický zoolog Kenneth Tinley první vědecký výzkum parku. Oblast byla zdevastována v době občanské války, kdy bylo vybito kolem devadesáti pěti procent velkých savců. Obnova byla zahájena v roce 1994, projekt financovala Africká rozvojová banka a nadace amerického filantropa Gregoryho C. Carra. V roce 2015 obdržel park portugalský Řád za zásluhy.

## Přírodní poměry
Park leží na jižním konci Velké příkopové propadliny. Krajinu tvoří savana a miombo, typickými stromy jsou akácie, brachystegie a lejnice. Podnebí je tropické, s pravidelným střídáním suchých a deštivých období. Nachází se zde jezero Urema, území je zavlažováno také řekami jako Vunduzi nebo Nhandunguè. Krajině dominují četná termitiště. Žije zde více než pět set druhů ptáků (jeřáb královský, frankolín rudohrdlý), nejhojnějšími savci jsou prase savanové, buvol africký, voduška velká a lesoň, do parku se navrátili i lvi.
Na severozápadě park sousedí s horským masivem Serra da Gorongosa, jehož nejvyšší vrchol Gogogo má 1863 metrů nad mořem. Bylo proto navrženo rozšíření parku za účelem ochrany horských ekosystémů.

## Galerie

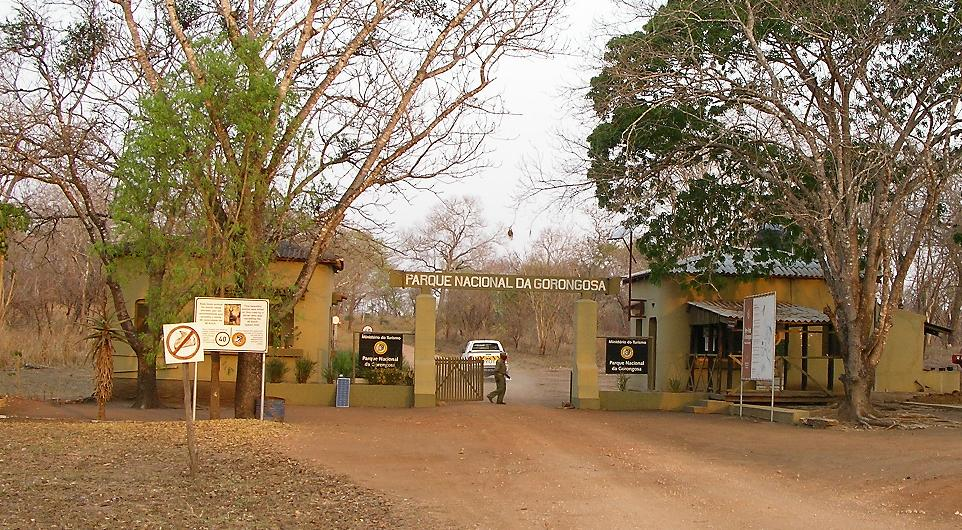
Vstup do parku
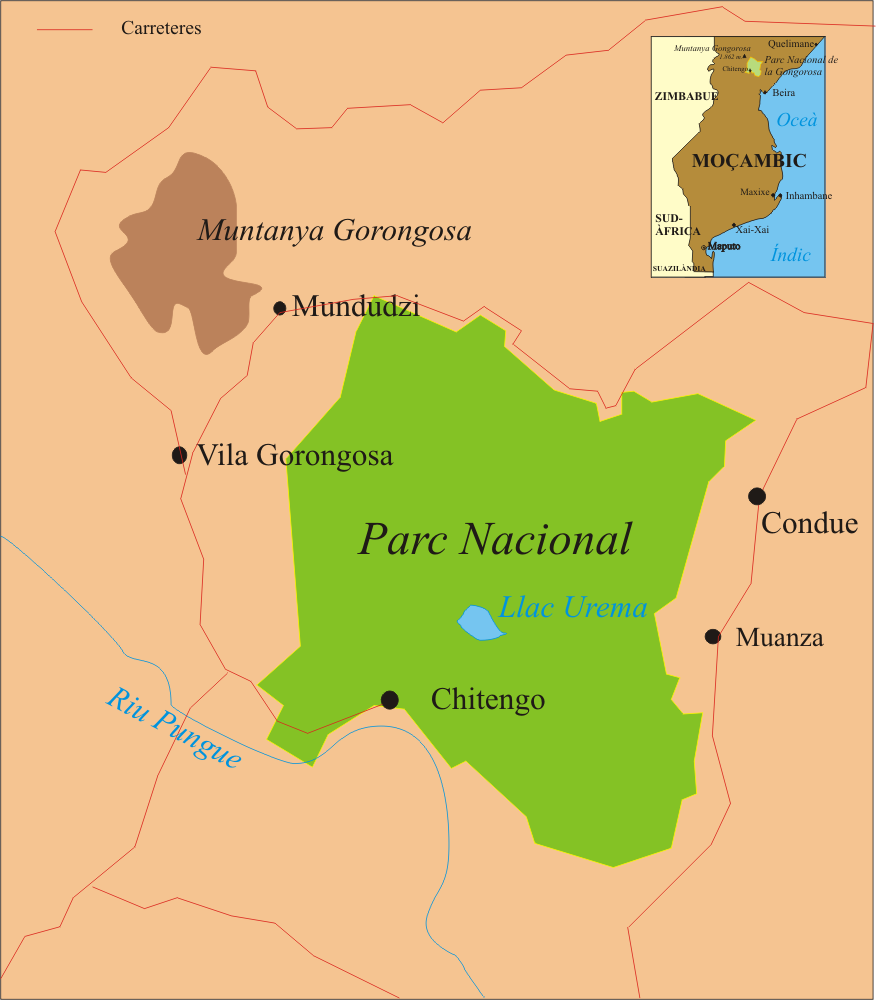
Mapa
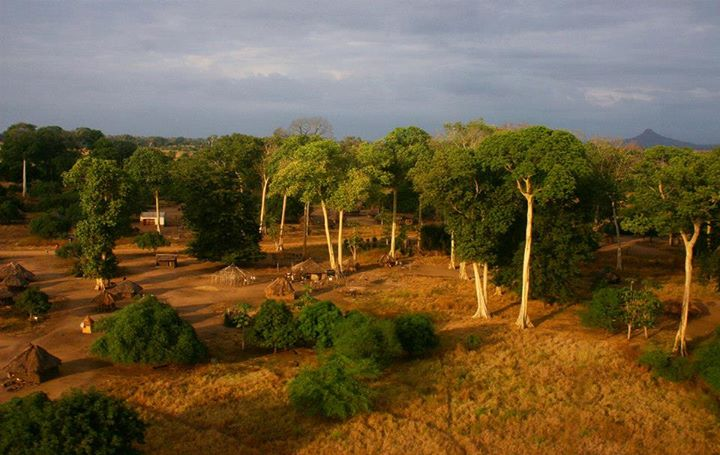
Porost lejnice
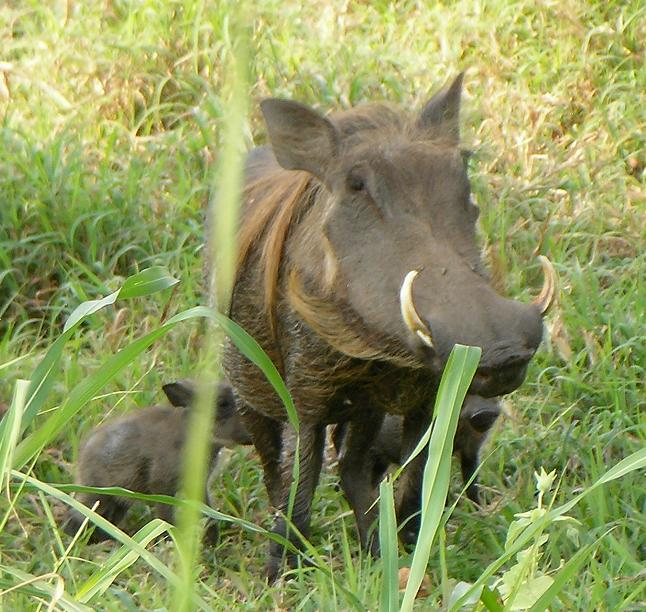
Typickým zástupcem místní fauny je prase savanové